# 小山機関区
小山機関区（おやまきかんく）は、かつて栃木県小山市にあった日本国有鉄道（国鉄）・日本貨物鉄道（JR貨物）の車両基地である。小山駅構内に位置していた。
1986年に、隣接する小山客貨車区と統合し、小山運転区に改称していたが、1987年3月1日付で再び小山機関区に改称して貨物関係の乗務員基地・貨車検修基地となり、同年4月1日付で日本貨物鉄道（JR貨物）の所属となった。
1996年4月に、JR貨物の小山駅と機能を統合し、小山総合鉄道部に改組された。鉄道貨物協会発行の『貨物時刻表』2002年（平成14年）3月ダイヤ改正版 pp.240-241に掲載された「機関区・貨車区・車両所・保全区所在地」には小山総合鉄道部の記載があるが、翌年の『貨物時刻表』2003年（平成15年）10月ダイヤ改正版 pp.242-243の「機関区・貨車区・車両所・保全技術センターなど所在地」には記載がなく、この間に廃止されたことになる。

## 受け持ち線区
- 水戸線（1967年まで）
  - 真岡線（1970年まで）
- 両毛線（1968年まで）

そのほか小山駅構内入換を担当していた。

## 配置車両
基本的に小山駅から分岐する水戸線、両毛線、駅構内入換用の蒸気機関車のみ配置されていた。

### 国鉄時代の配置車両
蒸気機関車
- C58形︰水戸線、両毛線
- C50形︰入換、両毛線
- C12形︰入換、真岡線

## 歴史
- 1936年（昭和11年）：開設
- 1958年（昭和33年）：東北本線無煙化
- 1967年（昭和42年）2月1日：水戸線無煙化
- 1968年（昭和43年）9月1日：両毛線無煙化
- 1970年（昭和45年）
  - 3月5日：真岡線無煙化。小山機関区真岡支区は水戸機関区に移管。
  - 7月1日：お別れ会を開催。これ以降車両配置なし。
- 1986年（昭和61年）：この頃までに小山客貨車区と統合し、小山運転区に改称。
- 1987年（昭和62年）
  - 3月1日：小山機関区に改称[1]。
  - 4月1日：国鉄分割民営化に伴い、日本貨物鉄道（JR貨物）の所属となる[2]。
- 1996年（平成8年）4月：小山機関区とJR貨物の小山駅の機能を統合し、小山総合鉄道部を設置[3]。
- 2003年（平成15年）10月：2002年（平成14年）3月以降遅くともこの頃までに廃止。

## 現在
機関区跡地は小規模な保線基地と住宅街として活用されている。